# Giuseppe Lumia
Giuseppe Lumia detto Beppe (Termini Imerese, 28 giugno 1960) è un politico italiano.

## Biografia
Da sempre attivo nel terzo settore e nella lotta alle mafie, ha iniziato il suo impegno fin da giovanissimo con l’Azione Cattolica Italiana. La sua dedizione al sociale si intensifica nel tempo, diventando parte integrante della sua quotidianità prima al Liceo e poi all'Università, dove è chiamato a svolgere la funzione di vice-presidente nazionale della Federazione Universitaria Cattolica Italiana (FUCI).
È stato responsabile nazionale del settore Cooperative sociali del Centro nazionale per lo sviluppo della cooperazione e dell’autogestione nonché consulente per le politiche sociali del volontariato e per i soggetti sociali non profit del Mezzogiorno. Per diversi anni è stato presidente nazionale del Movimento di Volontariato Italiano (Mo.V.I.), con il risultato di federare più di mille associazioni. Ideatore della Costituente della Strada e dell’associazione Agire solidale, è tra i promotori del Terzo Settore Sociale, che raccoglie in tutta Italia esponenti del volontariato, dell’associazionismo, del lavoro e delle imprese.
Alla sua formazione sociale e antimafia contribuiscono figure di rilievo come Padre Pino Puglisi, Pio La Torre e Piersanti Mattarella.
Nel 1990 partecipa da indipendente alla fondazione del Partito Democratico della Sinistra, divenendo componente del Primo Comitato Nazionale. Aderisce in seguito ai Democratici di Sinistra, entrando a far parte della Direzione Nazionale e, successivamente partecipa alla fondazione Partito Democratico, divenendo presidente dell’assemblea siciliana del PD.
La sua esperienza parlamentare si sviluppa lungo sei legislature tra Camera dei Deputati e Senato, dal 1994 al 2018. Componente della Commissione Parlamentare Antimafia dal 1996 al 2018, ne diviene presidente nel 2001. Durante la presidenza Lumia, la Commissione svolge numerose inchieste, in particolare portando a termine quella sul Caso Impastato.
Sostenitore della legislazione del doppio binario, ha promosso iniziative legislative per il contrasto alla criminalità organizzata, oggi racchiuse nel Codice Antimafia , di cui è stato relatore.

### Condanna a morte da parte di cosa nostra
Nel 2007, a seguito di indagini condotte dalla Procura di Palermo si è scoperto, grazie alle confessioni dei pentiti Nino Giuffrè e Maurizio Di Gati, che lo stesso Giuffrè aveva progettato, con il benestare del boss Bernardo Provenzano, un attentato a Lumia.  Per mettere in pratica il piano di morte, l'ex boss di Caccamo aveva scelto i cugini Pino e Giuseppe Rizzo, della famiglia mafiosa di Cerda. Tuttavia, secondo le dichiarazioni di Giuffrè, l'attentato non ebbe luogo perché il suo arresto avvenne prima che potesse metterlo in atto. Il boss, infatti, aveva deciso di prendersi del tempo prima di agire, temendo le conseguenze che l'omicidio del politico avrebbe potuto scatenare.

### Elezione a deputato
Diventa deputato nelle elezioni del 1994 nel collegio elettorale di Termini Imerese per i Progressisti.
Riconferma il seggio nelle Elezioni del 2001 nel sistema proporzionale con i Democratici di Sinistra. Da sempre impegnato nella lotta alla mafia, è stato presidente della Commissione parlamentare Antimafia dal 2000 al 2001.
Alle elezioni politiche del 2006 è stato rieletto alla Camera dei deputati nella circoscrizione Sicilia 1 con la lista dell'Ulivo. Faceva parte della corrente dei "Cristiano Sociali" all'interno dei Democratici di Sinistra, prima che la quercia si unisse alla Margherita nel Partito Democratico.
Nel 2007 aderisce allo scioglimento dei DS, sancito dal congresso di quell'anno, e la sua confluenza nel Partito Democratico (PD), dove alle elezioni primarie del PD del 2007 è in gioco per una possibile candidatura a Segretario Regionale in Sicilia, ma alla fine sostiene la candidatura di Francantonio Genovese e viene eletto presidente dell'Assemblea regionale siciliana del Partito Democratico.

### Elezione a senatore
Alle elezioni politiche del 2008 fece molto discutere la sua iniziale esclusione dalle liste del Partito Democratico, motivata dalle quattro legislature alle spalle, tanto da paventare una possibile candidatura nelle liste dell'Italia dei Valori. Tuttavia, dopo molte proteste ed una petizione a sostegno di Lumia, il Partito Democratico decide di candidarlo al Senato della Repubblica come capolista in Sicilia, dove risulta eletto.
Alle primarie del PD del 2009 si candida alla segreteria regionale in Sicilia del partito, in autonomia rispetto alle tre mozioni del Congresso Nazionale Bersani, Franceschini e Marino, supera il primo turno con il 31% dei voti, ottenendo 53 delegati su 180, ma al ballottaggio dell'8 novembre 2009 viene sconfitto da Giuseppe Lupo.
Alle elezioni politiche del 2013 è candidato come capolista della lista Il Megafono - Lista Crocetta, al Senato in Sicilia a sostegno di Pier Luigi Bersani e viene rieletto.
Alle primarie del PD del 2017 sostiene la mozione di Michele Emiliano, presidente della Regione Puglia, entrando a far parte della Direzione Nazionale del PD.
Dopo 24 anni trascorsi ininterrottamente in Parlamento non è più ricandidato alle elezioni politiche del 2018, in quanto escluso dalle liste del Partito Democratico.